# 13.ª etapa del Giro de Italia 2025
La 13.ª etapa del Giro de Italia 2025 tuvo lugar el 23 de mayo de 2025 y consistió en una etapa de perfil escarpado con inicio en la localidad italiana de Rovigo y final en la ciudad de Vicenza, sobre un recorrido de 180 km. El vencedor fue el danés Mads Pedersen del equipo Lidl-Trek, mientras que el mexicano Isaac Del Toro del equipo UAE Team Emirates XRG consiguió mantenerse como líder de la carrera.

## Clasificación de la etapa[2]
| Rovigo - Vicenza | etapa escarpada | (180 km) |

| \| Clasificación de la etapa \| Clasificación de la etapa \| Clasificación de la etapa \| Clasificación de la etapa \| Clasificación de la etapa \| \| Ciclista \| Ciclista \| Equipo \| Tiempo \| \| \| ------------------------- \| ------------------------- \| -------------------------- \| ------------------------- \| ------------------------- \| \| 1.º \| Mads Pedersen \| Lidl-Trek \| 3 h 50 min 24 s \| \| \| 2.º \| Wout van Aert \| Team Visma \\| Lease a Bike \| + 0 s \| \| \| 3.º \| Isaac Del Toro \| UAE Team Emirates XRG \| + 2 s \| \| \| 4.º \| Rémy Rochas \| Groupama-FDJ \| + 5 s \| \| \| 5.º \| Dorian Godon \| Decathlon-AG2R La Mondiale \| + 5 s \| \| \| 6.º \| Primož Roglič \| Red Bull-Bora-Hansgrohe \| + 5 s \| \| \| 7.º \| Antonio Tiberi \| Bahrain Victorious \| + 5 s \| \| \| 8.º \| Derek Gee \| Israel-Premier Tech \| + 5 s \| \| \| 9.º \| Orluis Aular \| Movistar Team \| + 5 s \| \| \| 10.º \| Egan Bernal \| Ineos Grenadiers \| + 5 s \| \| |                |                            |                 |
| |                |                            |                 |
| Fuente: ProCyclingStats |                |                            |                 |
| Clasificación de la etapa |                |                            |                 |
| Ciclista | Ciclista       | Equipo                     | Tiempo          |
| 1.º | Mads Pedersen  | Lidl-Trek                  | 3 h 50 min 24 s |
| 2.º | Wout van Aert  | Team Visma \| Lease a Bike | + 0 s           |
| 3.º | Isaac Del Toro | UAE Team Emirates XRG      | + 2 s           |
| 4.º | Rémy Rochas    | Groupama-FDJ               | + 5 s           |
| 5.º | Dorian Godon   | Decathlon-AG2R La Mondiale | + 5 s           |
| 6.º | Primož Roglič  | Red Bull-Bora-Hansgrohe    | + 5 s           |
| 7.º | Antonio Tiberi | Bahrain Victorious         | + 5 s           |
| 8.º | Derek Gee      | Israel-Premier Tech        | + 5 s           |
| 9.º | Orluis Aular   | Movistar Team              | + 5 s           |
| 10.º | Egan Bernal    | Ineos Grenadiers           | + 5 s           |

## Clasificaciones al final de la etapa

### Clasificación general(Maglia Rosa)[3]
| \| Clasificación general \| Clasificación general \| Clasificación general \| Clasificación general \| Clasificación general \| \| Ciclista \| Ciclista \| Equipo \| Tiempo \| \| \| --------------------- \| --------------------- \| -------------------------- \| --------------------- \| --------------------- \| \| 1.º \| Isaac Del Toro \| UAE Team Emirates XRG \| 42 h 32 min 59 s \| \| \| 2.º \| Juan Ayuso \| UAE Team Emirates XRG \| + 38 s \| \| \| 3.º \| Antonio Tiberi \| Bahrain Victorious \| + 1 min 18 s \| \| \| 4.º \| Simon Yates \| Team Visma \\| Lease a Bike \| + 1 min 20 s \| \| \| 5.º \| Primož Roglič \| Red Bull-Bora-Hansgrohe \| + 1 min 35 s \| \| \| 6.º \| Richard Carapaz \| EF Education-EasyPost \| + 2 min 07 s \| \| \| 7.º \| Giulio Ciccone \| Lidl-Trek \| + 2 min 20 s \| \| \| 8.º \| Brandon McNulty \| UAE Team Emirates XRG \| + 2 min 40 s \| \| \| 9.º \| Egan Bernal \| Ineos Grenadiers \| + 2 min 50 s \| \| \| 10.º \| Derek Gee \| Israel-Premier Tech \| + 2 min 54 s \| \| |                 |                            |                  |
| |                 |                            |                  |
| Fuente: ProCyclingStats |                 |                            |                  |
| Clasificación general |                 |                            |                  |
| Ciclista | Ciclista        | Equipo                     | Tiempo           |
| 1.º | Isaac Del Toro  | UAE Team Emirates XRG      | 42 h 32 min 59 s |
| 2.º | Juan Ayuso      | UAE Team Emirates XRG      | + 38 s           |
| 3.º | Antonio Tiberi  | Bahrain Victorious         | + 1 min 18 s     |
| 4.º | Simon Yates     | Team Visma \| Lease a Bike | + 1 min 20 s     |
| 5.º | Primož Roglič   | Red Bull-Bora-Hansgrohe    | + 1 min 35 s     |
| 6.º | Richard Carapaz | EF Education-EasyPost      | + 2 min 07 s     |
| 7.º | Giulio Ciccone  | Lidl-Trek                  | + 2 min 20 s     |
| 8.º | Brandon McNulty | UAE Team Emirates XRG      | + 2 min 40 s     |
| 9.º | Egan Bernal     | Ineos Grenadiers           | + 2 min 50 s     |
| 10.º | Derek Gee       | Israel-Premier Tech        | + 2 min 54 s     |

### Clasificación por puntos(Maglia Ciclamino)[4]
| Clasificación por puntos | Clasificación por puntos | Clasificación por puntos   | Clasificación por puntos | Clasificación por puntos |
| Ciclista                 | Ciclista                 | Equipo                     | Puntos                   |                          |
| ------------------------ | ------------------------ | -------------------------- | ------------------------ | ------------------------ |
| 1.º                      | Mads Pedersen            | Lidl-Trek                  | 227 pts                  |                          |
| 2.º                      | Olav Kooij               | Team Visma \| Lease a Bike | 105 pts                  |                          |
| 3.º                      | Casper van Uden          | Team Picnic-PostNL         | 85 pts                   |                          |
| 4.º                      | Isaac Del Toro           | UAE Team Emirates XRG      | 79 pts                   |                          |
| 5.º                      | Wout van Aert            | Team Visma \| Lease a Bike | 78 pts                   |                          |
| 6.º                      | Alessandro Tonelli       | Team Polti VisitMalta      | 64 pts                   |                          |
| 7.º                      | Dries De Bondt           | Decathlon-AG2R La Mondiale | 49 pts                   |                          |
| 8.º                      | Orluis Aular             | Movistar Team              | 49 pts                   |                          |
| 9.º                      | Richard Carapaz          | EF Education-EasyPost      | 45 pts                   |                          |
| 10.º                     | Edoardo Zambanini        | Bahrain Victorious         | 41 pts                   |                          |

### Clasificación de la montaña(Maglia Azzurra)[5]
| Clasificación de la montaña | Clasificación de la montaña | Clasificación de la montaña   | Clasificación de la montaña | Clasificación de la montaña |
| Ciclista                    | Ciclista                    | Equipo                        | Puntos                      |                             |
| --------------------------- | --------------------------- | ----------------------------- | --------------------------- | --------------------------- |
| 1.º                         | Lorenzo Fortunato           | XDS Astana Team               | 157 pts                     |                             |
| 2.º                         | Juan Ayuso                  | UAE Team Emirates XRG         | 54 pts                      |                             |
| 3.º                         | Manuele Tarozzi             | VF Group-Bardiani CSF-Faizanè | 50 pts                      |                             |
| 4.º                         | Paul Double                 | Team Jayco AlUla              | 36 pts                      |                             |
| 5.º                         | Isaac Del Toro              | UAE Team Emirates XRG         | 31 pts                      |                             |
| 6.º                         | Pello Bilbao                | Bahrain Victorious            | 29 pts                      |                             |
| 7.º                         | Nairo Quintana              | Movistar Team                 | 28 pts                      |                             |
| 8.º                         | Sylvain Moniquet            | Cofidis                       | 22 pts                      |                             |
| 9.º                         | Lucas Plapp                 | Team Jayco AlUla              | 22 pts                      |                             |
| 10.º                        | Richard Carapaz             | EF Education-EasyPost         | 19 pts                      |                             |

### Clasificación de los jóvenes(Maglia Bianca)[6]
| Clasificación del mejor joven | Clasificación del mejor joven | Clasificación del mejor joven | Clasificación del mejor joven | Clasificación del mejor joven |
| Ciclista                      | Ciclista                      | Equipo                        | Tiempo                        |                               |
| ----------------------------- | ----------------------------- | ----------------------------- | ----------------------------- | ----------------------------- |
| 1.º                           | Isaac Del Toro                | UAE Team Emirates XRG         | 42 h 32 min 59 s              |                               |
| 2.º                           | Juan Ayuso                    | UAE Team Emirates XRG         | + 38 s                        |                               |
| 3.º                           | Antonio Tiberi                | Bahrain Victorious            | + 1 min 18 s                  |                               |
| 4.º                           | Giulio Pellizzari             | Red Bull-Bora-Hansgrohe       | + 4 min 13 s                  |                               |
| 5.º                           | Davide Piganzoli              | Team Polti VisitMalta         | + 4 min 23 s                  |                               |
| 6.º                           | Max Poole                     | Team Picnic-PostNL            | + 5 min 51 s                  |                               |
| 7.º                           | Embret Svestad-Bårdseng       | Arkéa-B&B Hotels              | + 13 min 12 s                 |                               |
| 8.º                           | Edoardo Zambanini             | Bahrain Victorious            | + 20 min 12 s                 |                               |
| 9.º                           | Mathias Vacek                 | Lidl-Trek                     | + 23 min 29 s                 |                               |
| 10.º                          | Marco Frigo                   | Israel-Premier Tech           | + 24 min 21 s                 |                               |

### Clasificación por equipos"Súper team"[7]
| Clasificación por equipos | Clasificación por equipos  | Clasificación por equipos | Clasificación por equipos |
| Equipo                    | Equipo                     | Tiempo                    |                           |
| ------------------------- | -------------------------- | ------------------------- | ------------------------- |
| 1.º                       | UAE Team Emirates XRG      | 139 h 35 min 52 s         |                           |
| 2.º                       | Bahrain-Victorious         | + 20 min 33 s             |                           |
| 3.º                       | Lidl-Trek                  | + 22 min 50 s             |                           |
| 4.º                       | Team Visma \| Lease a Bike | + 25 min 13 s             |                           |
| 5.º                       | XDS Astana Team            | + 27 min 13 s             |                           |
| 6.º                       | Movistar Team              | + 31 min 57 s             |                           |
| 7.º                       | Red Bull-BORA-hansgrohe    | + 32 min 51 s             |                           |
| 8.º                       | Team Jayco AlUla           | + 40 min 35 s             |                           |
| 9.º                       | Ineos Grenadiers           | + 41 min 54 s             |                           |
| 10.º                      | EF Education-EasyPost      | + 51 min 57 s             |                           |

## Abandonos
Ninguno.